# Hannah Cullwick

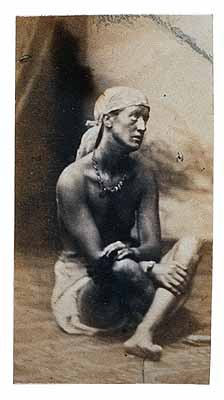
Hannah Cullwick 1862

Hannah Cullwick, född 1833 i Shropshire, död 1909, var en viktoriansk författare och tjänare.

## Barndom och uppväxt
Cullwick, som var dotter till en sadelmakare, hade en barndom och uppväxt som präglades av fattigdom, men hon erbjöds möjlighet till utbildning genom en välgörare som betalade för att Cullwick fick plats i skola. Här fick hon lära sig att läsa och skriva, något som vid den här tiden var mycket ovanligt för fattiga kvinnor. Vid åtta års ålder fick hon plats som tjänare.
Vid 14 års ålder blev hon ensam barnsköterska i en familj med åtta barn. Samma år dog hennes mor av en infektion och Cullwick förvägrades att resa de knappt fem kilometrarna till föräldrahemmet för att hälsa på sin familj. Då Cullwick var 17 var hon husa i en ny familj, men avskedades efter åtta månader då hennes arbetsgivare, enligt Cullwicks egen utsago, kom på dem med att leka under arbetet.

## Vuxen ålder
Efter att ha avskedats erhöll Cullwick plats i en aristokratisk familj som bodde i London, År 1854 mötte Cullwick juristen och amatörpoeten Arthur Munby vid en av dennes studieresor till huvudstaden. Munby studerade kvinnor ur den dåvarande arbetarklassen och slogs av Cullwicks kroppsbyggnad (1,70 m, 73 kg) och styrka och av en enligt Munby för klassen vanligt förekommande ”ädel personlighet”. Cullwick såg Munby som en idealisk gentleman som förstod att värdera det hårda arbete hon uträttade. För att kunna komma Munby närmare tog hon plats i ett flertal hushåll, bland annat en tapetserare, en grosshandlare i öl, en änka med ett antal döttrar och även i härbärgen. Att arbeta i härbärge gav henne ökad frihet att själv disponera delar av sin tid, eftersom övervakningen inte var lika sträng som i vanliga hushåll. Munby och Cullwick blev ett par och gifte sig i hemlighet 1873.
Innan hon träffade Munby hade Cullwick vid sitt livs första teaterbesök sett en musikal, The Death of Sardanapalus. Musikalen, som byggde på en pjäs av Lord Byron, handlade om en gammal och fridsälskande konung som förälskat sig i en av sina slavinnor. Slavinnan, som hette Myrrha, älskade konungen men hade starka demokratiska och republikanska åsikter. Cullwick identifierade sig starkt med musikalens hjältinna.
Cullwick omnämnde stolt sig själv som Munbys ”slav och träl” och kallade honom för ”Massa”, vilket antyder ett BDSM-förhållande. Under en stor del av sitt liv bar hon ett läderarmband om sin högra handled, samt en halskedja med lås till vilket Munby hade nyckeln. Hon skrev så gott som dagligen brev till honom, brev i vilka hon beskrev sitt arbete i detalj. Hon stämde träff med honom ”i all denna lort” för att visa honom det arbete hon uträttat under dagen. Hon var särskilt intresserad av läderstövlar, av vilka hon rengjorde (ibland genom att slicka dem) och putsade hundratals par årligen. Vid ett tillfälle talade hon om för Munby att hon på smaken kunde känna var hennes ”Massa” hade varit.
Även om hon visade såväl underkastelse som lojalitet förblev Cullwick självständig. Hon försvarade kraftfullt sitt förhållande med Munby om hon ansåg att det utsattes för kritik. Hon accepterade med tveksamhet att gifta sig med Munby, eftersom hon ansåg att äktenskapet innebar ett beroende och utgjorde en grogrund för långtråkighet. Efter bröllopet flyttade paret till hans lägenhet på Fig Tree Court i Inner Temple där hon levde en tjänarinnas liv, trots att hon emellanåt spelade rollen som hans hustru. Hon behöll sitt flicknamn och insisterade på att Munby skulle betala henne lön istället för underhåll och hon hade även egna besparingar. Vid fler än ett tillfälle lämnade paret varandra, men det var Cullwick som oftare än Munby valde att bryta upp. 1877 återvände hon till Shropshire där hon åter tog plats. Munby blev en stadig besökare från 1882 fram till Cullwicks död.
Cullwicks dagböcker avslöjar att hennes erotiska lekar med Munby ofta inkluderade infantilism och sexuellt rollspel där Cullwick bar Munby i sina armar och hade honom i knäet. På Munbys fotografier förekommer Cullwick i många olika skepnader: som bondflicka, köksflicka, sotare med svärtat ansikte och som välklädd, rik kvinna, dock med sina arbetsmärkta händer tydligt exponerade, som student och ibland även som man. Munby var förtjust över hennes förmåga att anta olika roller.
Cullwicks dagböcker, publicerade som The Diaries of Hannah Cullwick, Victorian Maidservant, ger en inträngande och detaljerad bild av hur livet kunde te sig för en kvinna ur arbetarklassen under den viktorianska eran. De ger en bild av sexton timmar långa arbetsdagar och ett rituellt förhållningssätt till medelklassens män och kvinnor.
År 2003 gjordes en film som byggde på Cullwicks dagböcker. Filmen, On My Knees, gjordes av Kim Wood och huvudrollen spelades av Melora Creager.